# Semljicola caliginosus
Semljicola caliginosus är en spindelart som först beskrevs av Hugh Falconer 1910.  Semljicola caliginosus ingår i släktet Semljicola och familjen täckvävarspindlar. Inga underarter finns listade i Catalogue of Life.